# وادي شعبن
وادي شعبن أو وادي شعب هو واد في تهامة بلاد بلقرن تسيل مياهه من جبال رسانن ومن جبال النبيعة باتجاه الجنوب حتى يصب في وادي يبة جنوبي قرية الكيلة وقرية المشرق، وفي أعلى الوادي قرية شعبن لبلحارث بلقرن غربي سبت شمران.